# Гомфотерии
Гомфоте́рии (лат. Gomphotherium, от др.-греч. γομφο- +θηρίον, буквально: сколоченный зверь или зверь с колышками) — род вымерших млекопитающих из семейства гомфотериевых отряда хоботных. 
Род появился в конце олигоцена в Африке (Эфиопия), в начале миоцена распространился по Евразии, проник в Северную Америку в середине миоцена. Существовал в период 19,50—4,5 млн лет назад, в Северной Америке до начала плиоцена. Останки этого времени обнаружены во Франции, Германии, Австрии, США, Пакистане, Эфиопии, Кении, Боснии и Герцеговине, Китае.
Гомфотерии считаются предками слоновых.

## Описание
Рост гомфотерия составлял около 3 метров. Внешне он сильно напоминал современных слонов, однако имел не одну, а две пары бивней: одну пару на верхней челюсти и одну на удлинённой нижней. Нижние бивни шли параллельно друг другу и имели форму плоской лопаты, которая, вероятно, использовались для рытья земли. В отличие от современных слонов, верхние бивни были покрыты слоем эмали. По сравнению со слонами, череп был более удлинённым и низко посаженным, что указывает на наличие короткого хобота, как у современных тапиров.
По-видимому, гомфотерии обитали в болотистой местности или вблизи озёр, используя свои бивни, чтобы выкапывать прибрежную растительность. По сравнению с более ранними хоботными, гомфотерий имел намного меньше коренных зубов; на остальных зубах были высокие гребни, чтобы расширить жевательную поверхность.
Полный скелет гомфотерия был обнаружен у Мюльдорфа в Германии в 1971 году.

## Классификация
В род включают следующие вымершие виды:
- Gomphotherium anguirvalis
- Gomphotherium angustidens
- Gomphotherium annectens
- Gomphotherium brewsterensis
- Gomphotherium calvertense
- Gomphotherium connexus
- Gomphotherium nebrascensis
- Gomphotherium obscurum
- Gomphotherium osborni
- Gomphotherium productum
- Gomphotherium rugosidens
- Gomphotherium simplicidens
- Gomphotherium willistoni
- Gomphotherium wimani